# Hirzi Zulfaqar Mahzan
Hirzi Zulfaqar (Bandar Seri Begawan, 13 de agosto de 2000) es un futbolista indonesio que juega en la demarcación de defensa para el PSS Sleman de la Liga 1 de Indonesia.

## Selección nacional
El 12 de octubre de 2023 hizo su debut con la selección de Brunéi en un partido de clasificación para la Copa Mundial de Fútbol de 2026 contra Indonesia que finalizó con un resultado de 6-0 a favor del combinado indonesio tras un gol de Rizky Ridho, un doblete de Ramadhan Sananta y un triplete de Dimas Drajad.

## Clubes
| Club           | País   | Año  | Partidos | Goles |
| -------------- | ------ | ---- | -------- | ----- |
| Indera SC      | Brunéi | 2022 | 0        | 0     |
| Brunei DPMM FC | Brunéi | 2023 | 8        | 0     |